# Henrik Lundqvist
Henrik Lundqvist (* 2. března 1982, Åre) je bývalý švédský profesionální hokejový brankář, naposledy hrající v týmu New York Rangers v severoamerické NHL. V prvních sedmi sezónách od svého vstupu do NHL zaznamenal alespoň 30 výher v základní části.

## Hráčská kariéra
Henrik Lundqvist zahájil svou profesionální kariéru v roce 2001 v týmu švédské ligy Frölunda HC. Již v roce 2000 byl draftován týmem Rangers, kam přestoupil v roce 2005. Ve svých prvních třech sezónách v NHL byl pokaždé v nominaci na Vezina Trophy pro nejlepšího brankáře ligy. Trofej vyhrál v sezóně 2011/2012. V této sezóně byl nominován na Hart Memorial trophy pro nejužitečnějšího hráče ligy, kterou však nevyhrál.
Se švédskou reprezentací získal Henrik Lundqvist zlatou olympijskou medaili v roce 2006 v Turíně, kromě toho je také držitelem dvou stříbrných medailí z mistrovství světa. V roce 2005 byl vyhlášen nejlepším švédským hokejistou roku. V roce 2005 vyhrál anketu o hokejistu roku ve švédské lize (Zlatý puk). V roce 2006 byl vyhlášen časopisem People mezi 100 nejhezčími lidmi světa.
V říjnu 2020 bylo oznámeno, že Henrik Lundqvist v New Yorku Rangers po 15 letech končí. Vedení klubu se jej rozhodlo vyplatit ze smlouvy, která mu měla běžet ještě rok.
Po konci v New Yorku Rangers podepsal 10. října 2020 roční smlouvu na 1,5 milionu dolarů s týmem Washington Capitals. Krátce po přestupu mu však byly zjištěny srdeční potíže a Lundqvist na sociálních sítích 17. prosince 2020 oznámil, že kvůli nim vynechá sezonu. 28. prosince 2020 pak na sociálních sítích vydal další prohlášení, že musí podstoupit operaci srdce a to konkrétně náhradu aortální chlopně, aortálního kořene a vzestupné aorty. Následně 8. ledna 2021 na sociálních sítích oznámil, že již je po operaci. Operace podle jeho slov proběhla na klinice v Clevelandu, trvala 5 hodin a dopadla dobře, avšak kvůli přetrvávajícím problémům se srdcem následně 20. srpna 2021 ukončil aktivní hokejovou kariéru.

## Ocenění a úspěchy
- 2003 SEL - All-Star Tým
- 2003 SEL - Nejnižší průměr inkasovaných branek
- 2003 SEL - Nejvyšší úspěšnost zákroků
- 2003 SEL - Nejvíce vychytaných nul
- 2003 SEL - Honken Trophy
- 2004 SEL - All-Star Tým
- 2004 SEL - Honken Trophy
- 2004 MS - All-Star Tým
- 2004 MS - Top tří nejlepších hráčů v týmu
- 2005 SEL - All-Star Tým
- 2005 SEL - Nejnižší průměr inkasovaných branek
- 2005 SEL - Zlatý puk
- 2005 SEL - Nejvyšší úspěšnost zákroků
- 2005 SEL - Nejvíce vychytaných kont
- 2005 SEL - Zlatá helma
- 2005 SEL - Honken Trophy
- 2006 NHL - All-Rookie Tým
- 2008 NHL - Nejvíce vychytaných nul
- 2009 NHL - All-Star Game
- 2011 NHL - All-Star Game
- 2011 NHL - Nejvíce vychytaných nul
- 2012 NHL - All-Star Game
- 2012 NHL - Vezina Trophy
- 2012 NHL - První All-Star Tým
- 2013 NHL - Nejvíce vychytaných vítězství
- 2013 NHL - Druhý All-Star Tým
- 2014 OH - All-Star Tým
- 2017 MS - Nejnižší průměr inkasovaných branek
- 2017 MS - Nejvyšší úspěšnost zákroků
- 2018 NHL - All-Star Game
- 2015 NHL - All-Star Game
- 2023 uveden do Hokejové síně slávy v Torontu
- 2025 uveden do Síně slávy IIHF

## Prvenství
- Debut v NHL - 8. října 2005 (New Jersey Devils proti New York Rangers)
- První inkasovaný gól v NHL - 8. října 2005 (New Jersey Devils proti New York Rangers, ruským útočníkem Viktor Kozlov)
- První vychytaná nula v NHL - 17. října 2005 (New York Rangers proti Florida Panthers)

## Statistiky

### Základní části
| Sezona       | Tým                | Liga         | Z   | V   | P   | R | Pvp | MIN    | OG    | ČK | POG  | %ChS |
| ------------ | ------------------ | ------------ | --- | --- | --- | - | --- | ------ | ----- | -- | ---- | ---- |
| 1998–99      | Västra Frölunda HC | J20          | 35  | —   | —   | — | —   | 2,100  | 95    | —  | 2.73 | —    |
| 1999–00      | Västra Frölunda HC | J20          | 30  | —   | —   | — | —   | 1,726  | 73    | —  | 2.54 | .904 |
| 2000–01      | Västra Frölunda HC | J20          | 19  | —   | —   | — | —   | 1,140  | 50    | 2  | 2.64 | .908 |
| 2000–01      | Västra Frölunda HC | SEL          | 4   | —   | —   | — | —   | 190    | 11    | 0  | 3.47 | .882 |
| 2000–01      | IF Mölndal Hockey  | HAll.        | 7   | —   | —   | — | —   | 420    | 29    | 0  | 4.22 | .868 |
| 2001–02      | Västra Frölunda HC | J20          | 1   | 1   | 0   | 0 | —   | 60     | 4     | 0  | 4.00 | .840 |
| 2001–02      | Västra Frölunda HC | SEL          | 20  | —   | —   | — | —   | 1,152  | 52    | 2  | 2.71 | .899 |
| 2002–03      | Västra Frölunda HC | SEL          | 28  | —   | —   | — | —   | 1,650  | 40    | 6  | 1.45 | .948 |
| 2003–04      | Västra Frölunda HC | SEL          | 48  | —   | —   | — | —   | 2,897  | 105   | 7  | 2.17 | .928 |
| 2004–05      | Frölunda HC        | SEL          | 44  | 30  | 8   | 3 | —   | 2,642  | 79    | 6  | 1.79 | .936 |
| 2005–06      | New York Rangers   | NHL          | 53  | 30  | 12  | — | 9   | 3,112  | 116   | 2  | 2.24 | .922 |
| 2006–07      | New York Rangers   | NHL          | 70  | 37  | 22  | — | 8   | 4,108  | 160   | 5  | 2.34 | .917 |
| 2007–08      | New York Rangers   | NHL          | 72  | 37  | 24  | — | 10  | 4,304  | 160   | 10 | 2.23 | .912 |
| 2008–09      | New York Rangers   | NHL          | 70  | 38  | 25  | — | 7   | 4,153  | 168   | 4  | 2.43 | .916 |
| 2009–10      | New York Rangers   | NHL          | 73  | 35  | 27  | — | 10  | 4,204  | 167   | 4  | 2.38 | .921 |
| 2010–11      | New York Rangers   | NHL          | 68  | 36  | 27  | — | 5   | 4,007  | 152   | 11 | 2.28 | .923 |
| 2011–12      | New York Rangers   | NHL          | 62  | 39  | 18  | — | 5   | 3,754  | 123   | 8  | 1.97 | .930 |
| 2012–13      | New York Rangers   | NHL          | 43  | 24  | 16  | — | 3   | 2,575  | 88    | 2  | 2.05 | .926 |
| 2013–14      | New York Rangers   | NHL          | 63  | 33  | 24  | — | 5   | 3,655  | 144   | 5  | 2.36 | .920 |
| 2014–15      | New York Rangers   | NHL          | 46  | 30  | 13  | — | 3   | 2,743  | 103   | 5  | 2.25 | .922 |
| 2015–16      | New York Rangers   | NHL          | 65  | 35  | 21  | — | 7   | 3,773  | 156   | 4  | 2.48 | .920 |
| 2016–17      | New York Rangers   | NHL          | 57  | 31  | 20  | — | 4   | 3,241  | 148   | 2  | 2.74 | .910 |
| 2017–18      | New York Rangers   | NHL          | 63  | 26  | 26  | — | 7   | 3,503  | 174   | 2  | 2.98 | .915 |
| 2018–19      | New York Rangers   | NHL          | 52  | 18  | 23  | — | 10  | 3,089  | 158   | 0  | 3.07 | .907 |
| 2019–20      | New York Rangers   | NHL          | 30  | 10  | 12  | — | 3   | 1,597  | 84    | 1  | 3.16 | .905 |
| Celkem v SEL | Celkem v SEL       | Celkem v SEL | 144 | —   | —   | — | —   | 8,531  | 287   | 21 | 1.99 | .929 |
| Celkem v NHL | Celkem v NHL       | Celkem v NHL | 887 | 459 | 310 | — | 96  | 51,816 | 2,101 | 64 | 2.43 | .918 |

### Play-off
| Sezona       | Tým                | Liga         | Z   | V  | P  | MIN   | OG  | ČK | POG  | %ChS |
| ------------ | ------------------ | ------------ | --- | -- | -- | ----- | --- | -- | ---- | ---- |
| 1999–00      | Västra Frölunda HC | J20          | 5   | 4  | 1  | 300   | 7   | 2  | 1.40 | .925 |
| 2000–01      | Västra Frölunda HC | J20          | 5   | —  | —  | —     | —   | —  | 1.97 | .927 |
| 2001–02      | Västra Frölunda HC | SEL          | 8   | 8  | 0  | 490   | 18  | 2  | 2.21 | .931 |
| 2002–03      | Västra Frölunda HC | SEL          | 12  | —  | —  | 740   | 26  | 2  | 2.11 | .922 |
| 2003–04      | Västra Frölunda HC | SEL          | 10  | —  | —  | 610   | 20  | 0  | 1.97 | .936 |
| 2004–05      | Frölunda HC        | SEL          | 14  | 12 | 2  | 855   | 15  | 6  | 1.05 | .961 |
| 2005–06      | New York Rangers   | NHL          | 3   | 0  | 3  | 177   | 13  | 0  | 4.41 | .835 |
| 2006–07      | New York Rangers   | NHL          | 10  | 6  | 4  | 637   | 22  | 1  | 2.07 | .924 |
| 2007–08      | New York Rangers   | NHL          | 10  | 5  | 5  | 608   | 26  | 1  | 2.57 | .909 |
| 2008–09      | New York Rangers   | NHL          | 7   | 3  | 4  | 380   | 19  | 1  | 3.00 | .908 |
| 2010–11      | New York Rangers   | NHL          | 5   | 1  | 4  | 346   | 13  | 0  | 2.25 | .917 |
| 2011–12      | New York Rangers   | NHL          | 20  | 10 | 10 | 1251  | 38  | 3  | 1.82 | .931 |
| 2012–13      | New York Rangers   | NHL          | 12  | 5  | 7  | 756   | 27  | 3  | 2.14 | .934 |
| 2013–14      | New York Rangers   | NHL          | 25  | 13 | 11 | 1516  | 54  | 1  | 2.14 | .927 |
| 2014–15      | New York Rangers   | NHL          | 19  | 11 | 8  | 1166  | 41  | 0  | 2.11 | .928 |
| 2015–16      | New York Rangers   | NHL          | 5   | 1  | 3  | 205   | 15  | 0  | 4.39 | .867 |
| 2016–17      | New York Rangers   | NHL          | 12  | 6  | 6  | 775   | 29  | 1  | 2.25 | .927 |
| 2019–20      | New York Rangers   | NHL          | 2   | 0  | 2  | 119   | 7   | 0  | 3.53 | .901 |
| Celkem v SEL | Celkem v SEL       | Celkem v SEL | 44  | —  | —  | 2,695 | 79  | 10 | 1.76 | .939 |
| Celkem v NHL | Celkem v NHL       | Celkem v NHL | 130 | 61 | 67 | 7,935 | 304 | 10 | 2.30 | .921 |

### Reprezentace
| Rok                       | Tým                       | Soutěž                    | Z  | V  | P  | R | MIN  | OG  | ČK | POG  | %ChS |
| ------------------------- | ------------------------- | ------------------------- | -- | -- | -- | - | ---- | --- | -- | ---- | ---- |
| 2000                      | Švédsko 18                | MS-18                     | 4  | —  | —  | — | 240  | 9   | 0  | 2.25 | .939 |
| 2001                      | Švédsko 20                | MSJ                       | 7  | 3  | 4  | 0 | 419  | 13  | 0  | 1.86 | .928 |
| 2002                      | Švédsko 20                | MSJ                       | 7  | 3  | 2  | 2 | 419  | 15  | 1  | 2.15 | .906 |
| 2004                      | Švédsko                   | MS                        | 8  | 5  | 2  | 1 | 476  | 13  | 1  | 1.64 | .925 |
| 2005                      | Švédsko                   | MS                        | 9  | 6  | 3  | 0 | 510  | 20  | 1  | 2.35 | .894 |
| 2006                      | Švédsko                   | OH                        | 6  | 5  | 1  | 0 | 360  | 14  | 0  | 2.33 | .907 |
| 2008                      | Švédsko                   | MS                        | 5  | 3  | 2  | — | 283  | 14  | 0  | 2.97 | .911 |
| 2010                      | Švédsko                   | OH                        | 3  | 2  | 1  | — | 179  | 4   | 2  | 1.34 | .927 |
| 2014                      | Švédsko                   | OH                        | 6  | 5  | 1  | — | 360  | 9   | 2  | 1.50 | .943 |
| 2016                      | Švédsko                   | SP                        | 3  | 1  | 2  | — | 187  | 7   | 1  | 2.24 | .940 |
| 2017                      | Švédsko                   | MS                        | 5  | 5  | 0  | — | 320  | 7   | 0  | 1.31 | .946 |
| 2019                      | Švédsko                   | MS                        | 6  | 4  | 2  | — | 359  | 17  | 1  | 2.84 | .887 |
| Seniorská kariéra celkově | Seniorská kariéra celkově | Seniorská kariéra celkově | 51 | 36 | 14 | 1 | 3034 | 105 | 8  | 2.08 | .917 |